# SN 2003hi
SN 2003hi – supernowa typu II odkryta 19 sierpnia 2003 roku w galaktyce M+07-33-16. W momencie odkrycia miała maksymalną jasność 18,10m.